# 1926 في العراق
فيما يلي قوائم الأحداث التي وقعت خلال عام 1926 في العراق.

## سياسة
- 5 يونيو : عقد اتفاقية أنقرة لترسيم الحدود بين العراق وتركيا.[1]

### نهاية منصب
- 21 نوفمبر: استقالة عبد المحسن السعدون.[2]

### بداية منصب
- 21 نوفمبر: جعفر العسكري يتولى رأسة الوزراء.[3]

## تأسيسات
- تأسيس المتحف العراقي.[4]

## أحداث
- 10 آب: تعرض عبد المحسن السعدون لمحاولة اغتيال.[5]

## وفيات
- تشرين الثاني: وفاة أحمد محمود الفخري وزير العدل السابق في وزارة جعفر العسكري الأولى.
- شكري الفضلي، صحفي وشاعر عراقي.